# Athlétisme aux Jeux de la solidarité islamique de 2017
Navigation
2013 2021
Les épreuves d'athlétisme des Jeux de la solidarité islamique 2017 se déroulent du 16 au 20 mai 2017 au Stade olympique de Bakou, en Azerbaïdjan.

## Résultats

### Hommes
| Épreuve           | Or                                                                    | Or                   | Argent                                                                 | Argent       | Bronze                                                                                      | Bronze       |
| ----------------- | --------------------------------------------------------------------- | -------------------- | ---------------------------------------------------------------------- | ------------ | ------------------------------------------------------------------------------------------- | ------------ |
| 100 m             | Ramil Guliyev (TUR)                                                   | 10 s 06 CR, PB       | Andrew Fisher (BHR)                                                    | 10.16        | Barakat Al-Harthi (OMA)                                                                     | 10.35        |
| 200 m             | Ramil Guliyev (TUR)                                                   | 20 s 08 CR           | Salem Eid Yaqoob (BHR)                                                 | 20.56        | Winston George (GUY)                                                                        | 20.62        |
| 400 m             | Ali Khamis (BHR)                                                      | 45 s 54              | Winston George (GUY)                                                   | 45.69        | Ali Khadivar (IRN)                                                                          | 45.92        |
| 800 m             | Mostafa Smaili (MAR)                                                  | 1 min 45 s 78        | Riadah Chninni (TUN)                                                   | 1:46.24      | Mohamed El Amin Belferar (ALG)                                                              | 1:46.44      |
| 1 500 m           | Sadik Mikhou (BHR)                                                    | 3 min 36 s 64 CR     | Fouad Elkaam (MAR)                                                     | 3:37.81      | Brahim Kaazouzi (MAR)                                                                       | 3:38.24      |
| 5 000 m           | Younès Essalhi (MAR)                                                  | 13 min 27 s 64 CR    | Soufiyan Bouqantar (MAR)                                               | 13:28.69     | Mohamed Ismail Ibrahim (DJI)                                                                | 13:29.29 PB  |
| 10 000 m          | Abraham Cheroben (BHR)                                                | 27 min 38 s 76 CR    | Kaan Kigen Özbilen (TUR)                                               | 27:41.99     | Soufiyan Bouqantar (MAR)                                                                    | 27:47.59 PB  |
| 110 m haies       | Ahmed Khader al-Molad (KSA)                                           | 13 s 68 CR           | Rahib Mammadov (AZE)                                                   | 14.18        | Mohammed Sad Al-Khfaji (IRQ)                                                                | 14.20        |
| 400 m haies       | Creve Armando Machava (MOZ)                                           | 50 s 73              | Amadou Ndiaye (SEN)                                                    | 50.94        | Kurt Couto (MOZ)                                                                            | 50.97        |
| 3 000 m steeple   | Mohamed Tindouft (MAR)                                                | 8 min 26 s 26 CR, PB | Mohamed Ismail Ibrahim (DJI)                                           | 8:31.59      | Aras Kaya (TUR)                                                                             | 8:32.68      |
| 4 × 100 m         | Bahreïn Saeed Alkhadli Salem Eid Yaqoob Moussa Ali Issa Andrew Fisher | 39 s 55 CR, NR       | Turquie Yiğitcan Hekimoğlu İzzet Safer Emre Zafer Barnes Ramil Guliyev | 39 s 56      | Côte d'Ivoire Thierry Konan Émilien Aurel Tchan Bi Chan Jean-Marc Allokoua Arthur Gue Cissé | 39 s 82      |
| 4 × 400 m         | Turquie Enis Ünsal Batuhan Altıntaş Sinan Ören Yavuz Can              | 3 min 6 s 83         | Pakistan Asad Iqbal Umar Sadaat Nokar Hussain Mehboob Ali              | 3 min 7 s 62 | Oman Salad Al-Ajmi Mohamed Obaid Al-Saadi Usama Al-Gheilani Ahmed Mubarak Salah             | 3 min 8 s 94 |
| Saut en hauteur   | Majd Eddine Ghazal (SYR)                                              | 2,28 m CR            | Mohamat Hamdi (QAT)                                                    | 2,26 m PB    | Keivan Ghanbarzadeh (IRN)                                                                   | 2,24 m       |
| Saut à la perche  | Hussain Al Hizam (KSA)                                                | 5,55 m CR            | Mohamed Amine Romdhane (TUN)                                           | 5.30 m       | Hichem Cherabi (ALG)                                                                        | 5.25 m       |
| Saut en longueur  | Yahya Berrabah (MAR)                                                  | 8,07 m               | Miguel van Assen (SUR)                                                 | 7.63 m       | Mouhcine Khoua (MAR)                                                                        | 7.62 m       |
| Triple saut       | Nazim Babayev (AZE)                                                   | 17.15 m CR, PB       | Alexis Copello (AZE)                                                   | 16.90 m      | Miguel van Assen (SUR)                                                                      | 16.64 m NR   |
| Lancer du poids   | Osman Can Özdeveci (TUR)                                              | 19.83 m CR           | Sultan Al-Hebshi (KSA)                                                 | 19.56 m      | Sergey Dementev (UZB)                                                                       | 18.56 m      |
| Lancer du disque  | Mustafa Alsaamah (IRQ)                                                | 60.89 m NR           | Ehsan Hadadi (IRN)                                                     | 60.54 m      | Sultan Al-Dawoodi (KSA)                                                                     | 58.63 m      |
| Lancer du marteau | Eşref Apak (TUR)                                                      | 74.32 m              | Özkan Baltacı (TUR)                                                    | 74.13 m      | Ashraf Amgad Elseify (QAT)                                                                  | 73.17 m      |
| Lancer du javelot | Ahmed Bader Magour (QAT)                                              | 83.45 m CR           | Ivan Zaytsev (UZB)                                                     | 78.66 m      | Arshad Nadeem (PAK)                                                                         | 76.33 m      |

### Femmes
| Épreuve           | Or                                                                      | Or              | Argent                                                                | Argent     | Bronze                                                                                           | Bronze      |
| ----------------- | ----------------------------------------------------------------------- | --------------- | --------------------------------------------------------------------- | ---------- | ------------------------------------------------------------------------------------------------ | ----------- |
| 100 m             | Gina Bass (GAM)                                                         | 11.56           | Nigina Sharipova (UZB)                                                | 11.65      | Mizgin Ay (TUR)                                                                                  | 11.71 PB    |
| 200 m             | Edidiong Odiong (BHR)                                                   | 22.95 CR        | Gina Bass (GAM)                                                       | 23.15      | Nigina Sharipova (UZB)                                                                           | 23.66       |
| 400 m             | Salwa Eid Naser (BHR)                                                   | 51.33 CR        | Kemi Adekoya (BHR)                                                    | 51.81      | Yinka Ajayi (NGA)                                                                                | 52.57       |
| 800 m             | Malika Akkaoui (MAR)                                                    | 2:01.04 CR      | Halimah Nakaayi (UGA)                                                 | 2:01.60    | Noélie Yarigo (BEN)                                                                              | 2:02.47     |
| 1 500 m           | Rababe Arafi (MAR)                                                      | 4:18.82 CR      | Meryem Akdağ (TUR)                                                    | 4:19.91    | Amina Bettiche (ALG)                                                                             | 4:21.29     |
| 5 000 m           | Ruth Jebet (BHR)                                                        | 14:53.41 CR, PB | Yasemin Can (TUR)                                                     | 14:53.50   | Darya Maslova (KGZ)                                                                              | 15:00.42 NR |
| 10 000 m          | Yasemin Can (TUR)                                                       | 31:18.20 CR     | Rose Chelimo (BHR)                                                    | 31:37.81   | Alia Mohammed (UAE)                                                                              | 31:49.01    |
| 100 m haies       | Odile Ahouanwanou (BEN)                                                 | 13.55 NR        | Nevin Yanıt (TUR)                                                     | 13.71      | Raja Nursheena Azhar (MAS)                                                                       | 13.85       |
| 400 m haies       | Oluwakemi Adekoya (BHR)                                                 | 54.68 CR        | Glory Onome Nathaniel (NGA)                                           | 55.90 PB   | Aminat Yusuf Jamal (BHR)                                                                         | 56.90 PB    |
| 3 000 m steeple   | Ruth Jebet (BHR)                                                        | 9:15.41 CR      | Amina Bettiche (ALG)                                                  | 9:25.90 NR | Tigest Mekonen (BHR)                                                                             | 9:26.00     |
| 4 × 100 m         | Bahreïn Salwa Eid Naser Iman Essa Jasim Edidiong Odiong Hajar Alkhaldi  | 44.98 CR, NR    | Nigeria Glory Onome Nathaniel Rita Ossai Folashade Abugan Yinka Ajayi | 46.20      | Cameroun Germaine Abessolo Bivina Marie Gisele Eleme Asse Charifa Labarang Marlyne Sarah Ngongoa | 46.78       |
| 4 × 400 m         | Bahreïn Salwa Eid Naser Edidiong Odiong Aminat Yusuf Jamal Kemi Adekoya | 3:32.96 CR      | Nigeria Rita Ossai Glory Onome Nathaniel Folashade Abugan Yinka Ajayi | 3:34.47    | Turquie Mizgin Ay Elif Yıldırım Büşra Yıldırım Meryem Akdağ                                      | 3:41.29     |
| Saut en hauteur   | Nadiya Dusanova (UZB)                                                   | 1.80 m =CR      | Yousra Araar (ALG)                                                    | 1.77 m     | Natrena Hooper (GUY)                                                                             | 1.77 m      |
| Saut à la perche  | Buse Arıkazan (TUR)                                                     | 4.15 m CR       | Demet Parlak (TUR)                                                    | 4.15 m     | Syrine Balti (TUN)                                                                               | 4.00 m      |
| Saut en longueur  | Tahani Romaissa Belabiod (ALG)                                          | 6.33 m CR       | Maria Natalia Londa (INA)                                             | 6.30 m     | Marlyne Sarah Ngongoa (CMR)                                                                      | 6.06 m      |
| Triple saut       | Sangoné Kandji (SEN)                                                    | 13.05 m PB      | Joëlle Mbumi Nkouindjin (CMR)                                         | 12.84 m    | Yekaterina Sarıyeva (AZE)                                                                        | 12.81 m     |
| Lancer du poids   | Auriol Dongmo Mekemnang (CMR)                                           | 17.75 m CR      | Emel Dereli (TUR)                                                     | 17.62 m    | Noora Salem Jasim (BHR)                                                                          | 17.02 m     |
| Lancer du disque  | Jessica Inchude (GBS)                                                   | 50.23 m         | Noora Salem Jasim (BHR)                                               | 50.12 m NR | Amina Moudden (MAR)                                                                              | 49.56 m     |
| Lancer du marteau | Hanna Skydan (AZE)                                                      | 75.29 m CR, NR  | Kıvılcım Kaya Salman (TUR)                                            | 67.41 m    | Soukaina Zakkour (MAR)                                                                           | 63.10 m PB  |
| Lancer du javelot | Eda Tuğsuz (TUR)                                                        | 67.21 m CR, NR  | Sahar Ziaeisisakht (IRN)                                              | 49.15 m PB | Berivan Şakır (TUR)                                                                              | 48.74 m     |

## Légende
Records et Performances
- AR : Record continental (area record)
- CR : Record des championnats (championship record)
- MR : Record du meeting (meet record)
- NR : Record national (national record)
- OR : Record olympique (olympic record)
- PR : Record paralympique (paralympic record)
- PB : Record personnel (personal best)
- SB : Meilleure performance personnelle de la saison (season's best)
- WL : Meilleure performance mondiale de l'année (world leader)
- WJR : Record du monde junior (world junior record)
- WR : Record du monde (world record)

Circonstances et Conditions
- DNF : N'a pas terminé (did not finish)
- DNS : N'a pas pris le départ (did not start)
- DQ : Disqualification (disqualification)
- NM : Aucun essai valable enregistré (No Mark)
- Q : Qualifié « directement » au prochain tour (ou à la prochaine compétition), lors d'une compétition majeure, grâce au classement ou à la réalisation des minima (automatic qualifier)
- q : Qualifié au prochain tour (ou à la prochaine compétition), lors d'une compétition majeure, grâce au repêchage ou à la réalisation de l'une des meilleures performances parmi celles des « non qualifiés directement » (grâce au meilleur temps ou à la meilleure distance par exemple) (secondary qualifier)